# الدمياطي
هو  شرف الدين عبد المؤمن بن خلف بن أبي الحسن بن شرف بن الخضر بن موسى المعروف بالحافظ  الدمياطي الشافعي (613 هـ / 705 هـ)، ولد بقرية تونة بجوار مدينة دمياط.

## شيوخه
1. قطب الدين القسطلاني
2. عبد العظيم المنذري [4]
3. العز بن عبد السلام [5]
4. المقرئ الكمال بن الضرير [6]

## تلاميذه
1. المزي
2. البرزالي
3. الذهبي[7]
4. ابن سيد الناس
5. السبكي
6. ابن كثير

## مصنفاته
1. المتجر الرابح في ثواب العمل الصالح.
2. كشف المغطى في تبيين الصلاة الوسطى.[1]
3. السراجيات الخمسة
4. فضل الخيل [1]
5. الأربعون المتباينة الإسناد في حديث أهل بغداد.[8]
6. قبائل الخزرج.[9]
7. مختصر السيرة النبوية.
8. الذكر والتسبيح عقب الصوات.
9. معجم الشيوخ.
10. التسلي والاغتباط بثواب من تقدم من الافراط.
11. قبائل الأوس.
12. الأعيان الجياد من شيوخ بغداد.

## ثناء العلماء عليه
قال عنه الذهبي: «الإمام العلامة الحافظ الحجة الفقيه النسابة شيخ المحدثين، وكان صادقًا حافظًا متقنًا جيد العربية غزير اللغة واسع الفقه رأسًا في علم النسب دينا كيسًا متواضعًا بسامًا محببًا إلى الطلبة مليح الصورة نقي الشيبة كبير القدر»
وقال عنه المزي: «ما رأيت أحفظ منه»
وقال الصفدي: «الشيخ، الإمام، العالم، الحافظ، البارع، النسابة، المجود، الحجة، علم المحدثين، عمدة النقاد» وقال أيضاً: «كان مليح الهيئة، حسن الأخلاق، بساماً فصيحاً، نحوياً لغوياً، مقرئاً. سريع القراءة، جيد العبارة، كثير التفنن، صحيح الكتب، مكثراً مفيداً، حلو المذاكرة، حسن العقيدة، كافاً عن الدخول في الكلام». 6 - 269، وقال: «له عند الناس حرمة وجلالة، وأبهة في النفوس تزين خلاله».
وقال: «البرزالي وكان آخر من بقي من الحفاظ وأهل الحديث أصحاب الرواية العالية والدراية الوافرة» 
وقال ابن تغري: «أحد الأئمة الأعلام والحفاظ الثقات»
وقال السيوطي: «كان إماماً حافظاً صادقاً متقناً جيد العربية غزير اللغة واسع الفقه رأساً في النسب كيساً متواضعاً».

## رحلاته
كانت له رحلة إلى الإسكندرية في بداية الطلب سنة (632 هـ)،  وحج سنة (643 هـ)، وسمع بالحرمين، وارتحل إلى الشام سنة (645 هـ)، وأقام بها مدة قبل أن يعود إلى مصر.

## وفاته
توفي فجأة في ذي القعدة سنة (705 هـ) في القاهرة ودفن في مقابر باب النصر.